# Hermya diabolus
Hermya diabolus là một loài ruồi trong họ Tachinidae.